# Olympische Sommerspiele 2012/Segeln
Bei den Olympischen Sommerspielen 2012 in der britischen Hauptstadt London wurden vom 29. Juli bis zum 11. August zehn Wettbewerbe im Segeln ausgetragen, vier bei den Frauen und sechs bei den Männern.
Das IOC hatte das Wettkampfprogramm im Vergleich zu Peking 2008 modifiziert: Statt elf wurden nur noch zehn Wettbewerbe ausgetragen. Gestrichen worden waren die offene Bootsklasse Tornado sowie die Frauenklasse Yngling. Neu im Programm war für Frauen die Klasse Elliott 6m, die als Match-Race ausgetragen wurde. Die in Peking 2008 noch als offene Klassen geführten 49er und Finn Dinghy zählten nun offiziell als Männerwettbewerb, nachdem in diesen Klassen in der Vergangenheit fast ausschließlich Männer angetreten waren.
Austragungsort war die Weymouth and Portland National Sailing Academy zwischen Weymouth und der Insel Portland, rund 190 Kilometer vom Stadtzentrum Londons entfernt an der Südküste Englands.

## Wettbewerbe und Zeitplan

Olympische Bootsklassen 2012 (von links): RS:X, Laser Radial, Laser, Finn, 470er, 49er, Elliott 6m, Starboot

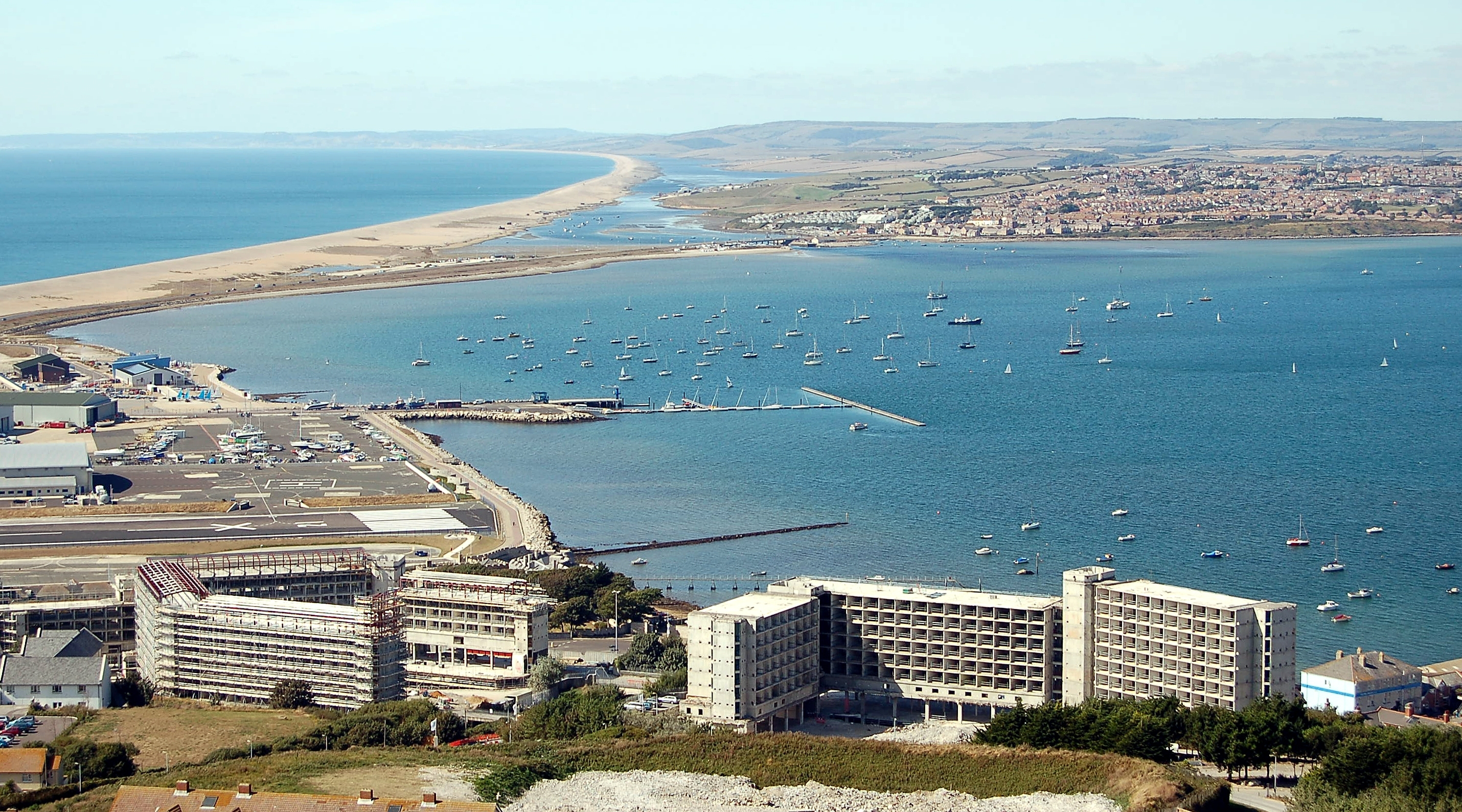
Segelrevier vor Weymouth

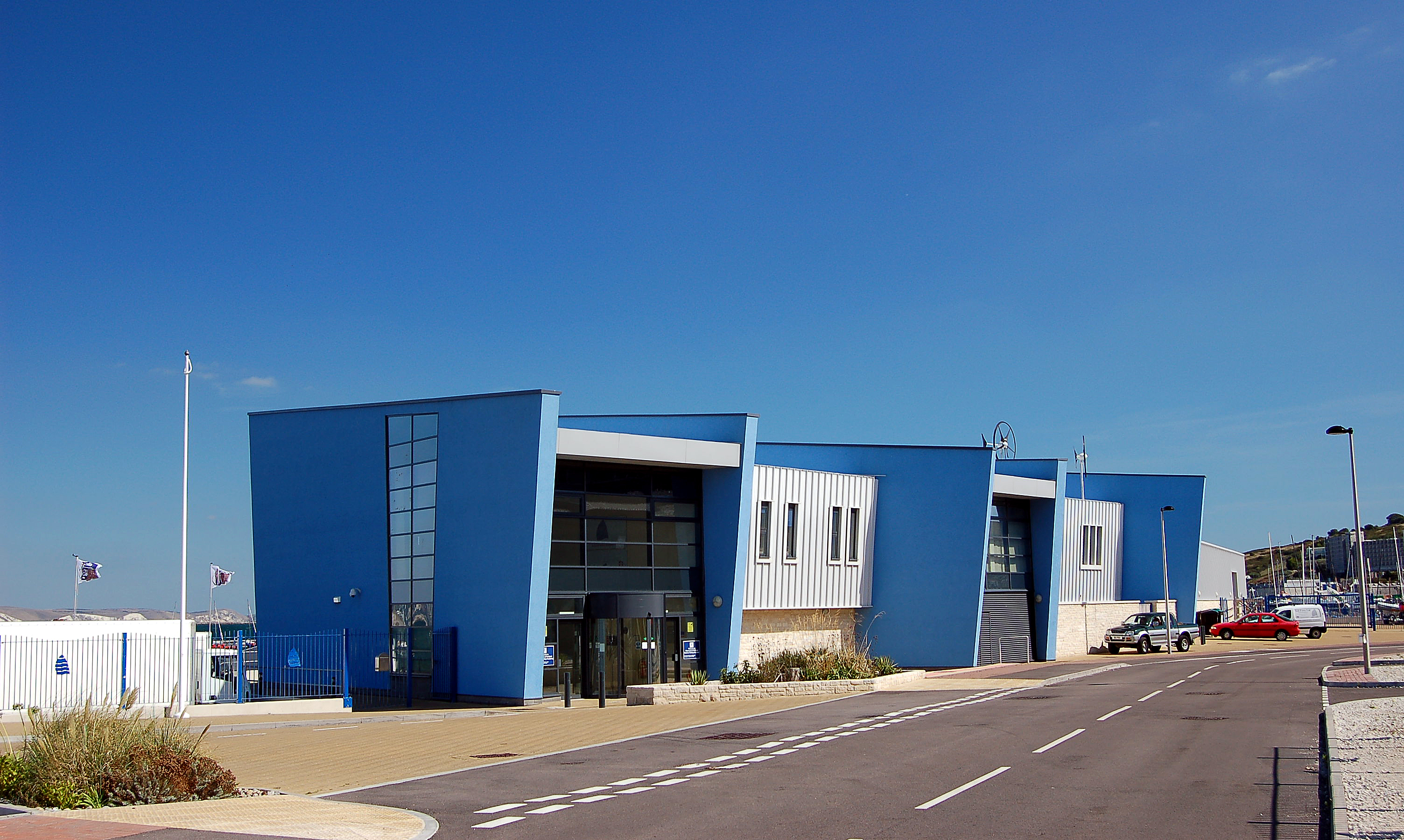
Clubhaus der Sailing Academy

| Wettbewerbe und Zeitplan Segeln | Wettbewerbe und Zeitplan Segeln | Wettbewerbe und Zeitplan Segeln | Wettbewerbe und Zeitplan Segeln | Wettbewerbe und Zeitplan Segeln | Wettbewerbe und Zeitplan Segeln | Wettbewerbe und Zeitplan Segeln | Wettbewerbe und Zeitplan Segeln | Wettbewerbe und Zeitplan Segeln | Wettbewerbe und Zeitplan Segeln | Wettbewerbe und Zeitplan Segeln | Wettbewerbe und Zeitplan Segeln | Wettbewerbe und Zeitplan Segeln | Wettbewerbe und Zeitplan Segeln | Wettbewerbe und Zeitplan Segeln | Wettbewerbe und Zeitplan Segeln | Wettbewerbe und Zeitplan Segeln |
| Wettbewerbe                     | Boote                           | Athleten                        | Juli/August                     | Juli/August                     | Juli/August                     | Juli/August                     | Juli/August                     | Juli/August                     | Juli/August                     | Juli/August                     | Juli/August                     | Juli/August                     | Juli/August                     | Juli/August                     | Juli/August                     | Juli/August                     |
| Frauen                          |                                 |                                 | 29.                             | 30.                             | 31.                             | 1.                              | 2.                              | 3.                              | 4.                              | 5.                              | 6.                              | 7.                              | 8.                              | 9.                              | 10.                             | 11.                             |
| ------------------------------- | ------------------------------- | ------------------------------- | ------------------------------- | ------------------------------- | ------------------------------- | ------------------------------- | ------------------------------- | ------------------------------- | ------------------------------- | ------------------------------- | ------------------------------- | ------------------------------- | ------------------------------- | ------------------------------- | ------------------------------- | ------------------------------- |
| Windsurfen RS:X                 | 28                              | 28                              |                                 |                                 |                                 |                                 |                                 |                                 |                                 |                                 |                                 |                                 |                                 |                                 |                                 |                                 |
| Laser Radial                    | 39                              | 39                              |                                 |                                 |                                 |                                 |                                 |                                 |                                 |                                 |                                 |                                 |                                 |                                 |                                 |                                 |
| 470er                           | 20                              | 40                              |                                 |                                 |                                 |                                 |                                 |                                 |                                 |                                 |                                 |                                 |                                 |                                 |                                 |                                 |
| Elliott 6m Match-Race           | 12                              | 36                              |                                 |                                 |                                 |                                 |                                 |                                 |                                 |                                 |                                 |                                 |                                 |                                 |                                 |                                 |
| Männer                          |                                 |                                 | 29.                             | 30.                             | 31.                             | 1.                              | 2.                              | 3.                              | 4.                              | 5.                              | 6.                              | 7.                              | 8.                              | 9.                              | 10.                             | 11.                             |
| Windsurfen RS:X                 | 38                              | 38                              |                                 |                                 |                                 |                                 |                                 |                                 |                                 |                                 |                                 |                                 |                                 |                                 |                                 |                                 |
| Laser                           | 48                              | 48                              |                                 |                                 |                                 |                                 |                                 |                                 |                                 |                                 |                                 |                                 |                                 |                                 |                                 |                                 |
| 470er                           | 27                              | 54                              |                                 |                                 |                                 |                                 |                                 |                                 |                                 |                                 |                                 |                                 |                                 |                                 |                                 |                                 |
| Finn Dinghy                     | 25                              | 25                              |                                 |                                 |                                 |                                 |                                 |                                 |                                 |                                 |                                 |                                 |                                 |                                 |                                 |                                 |
| 49er                            | 20                              | 40                              |                                 |                                 |                                 |                                 |                                 |                                 |                                 |                                 |                                 |                                 |                                 |                                 |                                 |                                 |
| Starboot                        | 16                              | 32                              |                                 |                                 |                                 |                                 |                                 |                                 |                                 |                                 |                                 |                                 |                                 |                                 |                                 |                                 |

|  | Qualifikationsregatta |  | Medaillenregatta |

## Bilanz

### Medaillenspiegel
| Platz | Land                | G  | S  | B  | Gesamt |
| ----- | ------------------- | -- | -- | -- | ------ |
| 01    | Australien          | 3  | 1  | –  | 4      |
| 02    | Spanien             | 2  | –  | –  | 2      |
| 03    | Großbritannien      | 1  | 4  | –  | 5      |
| 04    | Niederlande         | 1  | 1  | 1  | 3      |
| 05    | Neuseeland          | 1  | 1  | –  | 2      |
| 06    | Schweden            | 1  | –  | 1  | 2      |
| 07    | Volksrepublik China | 1  | –  | –  | 1      |
| 08    | Dänemark            | –  | 1  | 1  | 2      |
| 08    | Finnland            | –  | 1  | 1  | 2      |
| 10    | Zypern              | –  | 1  | –  | 1      |
| 11    | Polen               | –  | –  | 2  | 2      |
| 12    | Argentinien         | –  | –  | 1  | 1      |
| 12    | Belgien             | –  | –  | 1  | 1      |
| 12    | Brasilien           | –  | –  | 1  | 1      |
| 12    | Frankreich          | –  | –  | 1  | 1      |
| Total | Total               | 10 | 10 | 10 | 30     |

### Medaillengewinner

#### Männer
| Disziplin   | Gold                                     | Silber                                      | Bronze                                        |
| ----------- | ---------------------------------------- | ------------------------------------------- | --------------------------------------------- |
| Windsurfen  | Dorian van Rijsselberghe                 | Nick Dempsey                                | Przemysław Miarczyński                        |
| Laser       | Tom Slingsby                             | Pavlos Kontides                             | Rasmus Myrgren                                |
| 470er       | Australien Mathew Belcher Malcolm Page   | Großbritannien Luke Patience Stuart Bithell | Argentinien Lucas Calabrese Juan de la Fuente |
| Finn-Dinghy | Ben Ainslie                              | Jonas Høgh-Christensen                      | Jonathan Lobert                               |
| 49er        | Australien Nathan Outteridge Iain Jensen | Neuseeland Peter Burling Blair Tuke         | Dänemark Allan Nørregaard Peter Lang          |
| Star        | Schweden Max Salminen Fredrik Lööf       | Großbritannien Iain Percy Andrew Simpson    | Brasilien Bruno Prada Robert Scheidt          |

#### Frauen
| Disziplin    | Gold                                                 | Silber                                             | Bronze                                              |
| ------------ | ---------------------------------------------------- | -------------------------------------------------- | --------------------------------------------------- |
| Windsurfen   | Marina Alabau                                        | Tuuli Petäjä                                       | Zofia Noceti-Klepacka                               |
| Laser Radial | Xu Lijia                                             | Marit Bouwmeester                                  | Evi Van Acker                                       |
| 470er        | Neuseeland Jo Aleh Olivia Powrie                     | Großbritannien Hannah Mills Saskia Clark           | Niederlande Lisa Westerhof Lobke Berkhout           |
| Elliott 6m   | Spanien Támara Echegoyen Ángela Pumariega Sofía Toro | Australien Olivia Price Nina Curtis Lucinda Whitty | Finnland Silja Lehtinen Silja Kanerva Mikaela Wulff |

## Ergebnisse Männer

### Windsurfen RS:X
| Platz | Land | Sportler                 | Punkte |
| ----- | ---- | ------------------------ | ------ |
| 01    | NED  | Dorian van Rijsselberghe | 15     |
| 02    | GBR  | Nick Dempsey             | 41     |
| 03    | POL  | Przemysław Miarczyński   | 60     |
| 04    | GER  | Toni Wilhelm             | 64     |
| 05    | FRA  | Julien Bontemps          | 70     |
| 06    | GRE  | Byron Kokkalanis         | 77     |
| 07    | NZL  | JP Tobin                 | 96     |
| 08    | CAN  | Zachary Plavsic          | 100    |
| 09    | BRA  | Ricardo Santos           | 113    |
| 010   | SUI  | Richard Stauffacher      | 127    |

Medal Race: 7. August 2012, 13:00 Uhr

### Laser
| Platz | Land | Sportler             | Punkte |
| ----- | ---- | -------------------- | ------ |
| 01    | AUS  | Tom Slingsby         | 43     |
| 02    | CYP  | Pavlos Kontides      | 58     |
| 03    | SWE  | Rasmus Myrgren       | 72     |
| 04    | CRO  | Tonči Stipanović     | 77     |
| 05    | NZL  | Andrew Murdoch       | 87     |
| 06    | GER  | Simon Grotelüschen   | 92     |
| 07    | GBR  | Paul Goodison        | 93     |
| 08    | URU  | Alejandro Foglia     | 106    |
| 09    | GUA  | Juan Ignacio Maegli  | 108    |
| 10    | FRA  | Jean Baptiste Bernaz | 119    |

Medal Race: 6. August 2012, 14:00 Uhr

### 470er
| Platz | Land | Sportler                             | Punkte |
| ----- | ---- | ------------------------------------ | ------ |
| 01    | AUS  | Mathew Belcher Malcolm Page          | 22     |
| 02    | GBR  | Luke Patience Stuart Bithell         | 30     |
| 03    | ARG  | Lucas Calabrese Juan de la Fuente    | 63     |
| 04    | ITA  | Gabrio Zandonà Pietro Zucchetti      | 72     |
| 05    | NZL  | Paul Snow-Hansen Jason Saunders      | 86     |
| 06    | CRO  | Šime Fantela Igor Marenić            | 87     |
| 07    | FRA  | Pierre Leboucher Vincent Garos       | 90     |
| 08    | POR  | Álvaro Marinho Miguel Nunes          | 93     |
| 09    | AUT  | Florian Reichstädter Matthias Schmid | 107    |
| 10    | SWE  | Anton Dahlberg Sebastian Östling     | 123    |

Medal Race: 10. August 2012, 13:00 Uhr

### Finn Dinghy
| Platz | Land | Sportler               | Punkte |
| ----- | ---- | ---------------------- | ------ |
| 01    | GBR  | Ben Ainslie            | 46     |
| 02    | DEN  | Jonas Høgh-Christensen | 46     |
| 03    | FRA  | Jonathan Lobert        | 49     |
| 04    | NED  | Pieter-Jan Postma      | 52     |
| 05    | CRO  | Ivan Kljaković         | 55     |
| 06    | SLO  | Vasilij Žbogar         | 63     |
| 07    | NZL  | Dan Slater             | 83     |
| 08    | ESP  | Rafael Trujillo        | 86     |
| 09    | SWE  | Daniel Birgmark        | 90     |
| 10    | FIN  | Tapio Nirkko           | 92     |

Medal Race: 5. August 2012, 14:00 Uhr

### 49er
| Platz | Land | Sportler                              | Punkte |
| ----- | ---- | ------------------------------------- | ------ |
| 01    | AUS  | Nathan Outteridge Iain Jensen         | 56     |
| 02    | NZL  | Peter Burling Blair Tuke              | 76     |
| 03    | DEN  | Allan Nørregaard Peter Lang           | 114    |
| 04    | AUT  | Nico Delle Karth Niko Resch           | 118    |
| 05    | GBR  | Stevie Morrison Ben Rhodes            | 124    |
| 06    | FRA  | Emmanuel Dyen Stéphane Christidis     | 127    |
| 07    | FIN  | Lauri Lehtinen Kalle Bask             | 129    |
| 08    | POR  | Bernardo Freitas Francisco Andrade    | 134    |
| 09    | ITA  | Giuseppe Angilella Gianfranco Sibello | 148    |
| 10    | SWE  | Jonas von Geijer Niclas During        | 153    |

Medal Race: 8. August 2012, 13:00 Uhr

### Starboot
| Platz | Land | Sportler                               | Punkte |
| ----- | ---- | -------------------------------------- | ------ |
| 01    | SWE  | Max Salminen Fredrik Lööf              | 32     |
| 02    | GBR  | Iain Percy Andrew Simpson              | 34     |
| 03    | BRA  | Bruno Prada Robert Scheidt             | 40     |
| 04    | NOR  | Eivind Melleby Petter Morland Pedersen | 63     |
| 05    | NZL  | Hamish Pepper Jim Turner               | 70     |
| 06    | GER  | Frithjof Kleen Robert Stanjek          | 70     |
| 07    | USA  | Mark Mendelblatt Brian Fatih           | 71     |
| 08    | POL  | Mateusz Kusznierewicz Dominik Zycki    | 72     |
| 09    | FRA  | Xavier Rohart Pierre-Alexis Ponsot     | 86     |
| 10    | IRL  | David Burrows Peter O’Leary            | 95     |

Medal Race: 5. August 2012, 13:00 Uhr

## Ergebnisse Frauen

### Windsurfen RS:X
| Platz | Land | Sportlerin            | Punkte |
| ----- | ---- | --------------------- | ------ |
| 01    | ESP  | Marina Alabau         | 26     |
| 02    | FIN  | Tuuli Petäjä          | 46     |
| 03    | POL  | Zofia Noceti-Klepacka | 47     |
| 04    | UKR  | Olha Masliwez         | 48     |
| 05    | GER  | Moana Delle           | 51     |
| 06    | ISR  | Lee Korzits           | 56     |
| 07    | GBR  | Bryony Shaw           | 59     |
| 08    | FRA  | Charline Picon        | 89     |
| 09    | ITA  | Alessandra Sensini    | 95     |
| 10    | CAN  | Nikola Girke          | 109    |

Medal Race: 7. August 2012, 14:00 Uhr

### Laser Radial
| Platz | Land | Sportlerin         | Punkte |
| ----- | ---- | ------------------ | ------ |
| 01    | CHN  | Xu Lijia           | 35     |
| 02    | NED  | Marit Bouwmeester  | 37     |
| 03    | BEL  | Evi Van Acker      | 40     |
| 04    | IRL  | Annalise Murphy    | 44     |
| 05    | GBR  | Alison Young       | 60     |
| 06    | LTU  | Gintarė Scheidt    | 82     |
| 07    | FIN  | Sari Multala       | 94     |
| 08    | USA  | Paige Railey       | 104    |
| 09    | CZE  | Veronika Fenclová  | 105    |
| 10    | MEX  | Tania Elias Calles | 116    |

Medal Race: 6. August 2012, 13:00 Uhr

### 470er
| Platz | Land | Sportlerin                           | Punkte |
| ----- | ---- | ------------------------------------ | ------ |
| 01    | NZL  | Jo Aleh Olivia Powrie                | 35     |
| 02    | GBR  | Hannah Mills Saskia Clark            | 51     |
| 03    | NED  | Lisa Westerhof Lobke Berkhout        | 64     |
| 04    | FRA  | Camille Lecointre Mathilde Géron     | 65     |
| 05    | ITA  | Giulia Conti Giovanna Micol          | 73     |
| 06    | BRA  | Fernanda Oliveira Ana Barbachan      | 75     |
| 07    | AUS  | Elise Rechichi Belinda Stowell       | 83     |
| 08    | GER  | Kathrin Kadelbach Friederike Belcher | 84     |
| 09    | USA  | Amanda Clark Sarah Lihan             | 98     |
| 10    | ESP  | Berta Betanzos Tara Pacheco          | 101    |

Medal Race: 10. August 2012, 13:00 Uhr

### Matchrace Elliott 6m
| Platz | Land | Sportlerinnen                                     |
| ----- | ---- | ------------------------------------------------- |
| 1     | ESP  | Támara Echegoyen, Ángela Pumariega, Sofía Toro    |
| 2     | AUS  | Olivia Price, Nina Curtis, Lucinda Whitty         |
| 3     | FIN  | Silja Lehtinen, Silja Kanerva, Mikaela Wulff      |
| 4     | RUS  | Jelena Oblowa, Jelena Sjusewa, Jekaterina Skudina |
| 5     | USA  | Anna Tunnicliffe, Deborah Capozzi, Molly O’Bryan  |
| 6     | FRA  | Claire Leroy, Élodie Bertrand, Marie Riou         |
| 7     | GBR  | Lucy MacGregor, Annie Lush, Kate MacGregor        |
| 8     | NED  | Renee Groenveld, Annemieke Bes, Marcelien Bos     |

Finale: 11. August 2012, 13:05 Uhr
Die Regatten um die Plätze 5 bis 8 mussten wegen zu wenig Wind abgesagt werden. Es zählten somit die Ergebnisse der Round Robin.

## Qualifikation

### Qualifikationskriterien
Es durften 380 Athleten an den Wettbewerben teilnehmen, 136 Frauen und 228 Männer. Jedes Land darf pro Klasse ein Boot nominieren, also insgesamt maximal 16 Athleten. Großbritannien ist als Gastgeber in jeder Klasse ein Quotenplatz garantiert. Hauptqualifikationswettkampf waren die Weltmeisterschaften aller Klassen 2011 in Perth, bei der 75 Prozent aller Quotenplätze einer Klasse vergeben wurden. Weitere Qualifikationsregatten waren die ISAF-Weltmeisterschaften der einzelnen Klassen im Jahr 2012, bei denen die restlichen 25 Prozent der Quotenplätze jeder Klasse vergeben wurden. Fand in einer Klasse 2012 keine Weltmeisterschaft statt, richtete die ISAF eine Qualifikationsregatta aus, bei der die Quotenplätze erreicht werden konnten. Landete ein Boot eines NOKs, das bereits einen Quotenplatz in dieser Klasse erreicht hatte, bei einer Qualifikationsregatta 2012 auf einem Platz, der einen Quotenplatz garantierte, so bekam diesen das nächstbeste Boot ohne Quotenplatz.

### Qualifikationswettkämpfe mit Anzahl der Quotenplätze
Liste der Qualifikationswettkämpfe:
- ISAF-Weltmeisterschaften (alle Klassen) in  Perth, 3. bis 18. Dezember 2011
- Elliott-Qualifikationsregatta in  Miami, 1. bis 5. Februar 2012
- RS:X-Weltmeisterschaft in  Cádiz, 20. bis 28. März 2012
- Star-Weltmeisterschaft in  Hyères, 2. bis 12. Mai 2012
- Laser-Weltmeisterschaft (Männer) in  Boltenhagen, 4. bis 10. Mai 2012
- 49er-Weltmeisterschaft in  Zadar, 4. bis 13. Mai 2012
- 470er-Weltmeisterschaft in  Barcelona, 10. bis 19. Mai 2012
- Finn Gold Cup in  Falmouth, 11. bis 18. Mai 2012
- Laser-Weltmeisterschaft (Frauen) in  Boltenhagen, 15. bis 20. Mai 2012

| Übersicht der Anzahl zu vergebener Bootsquotenplätze bei den Qualifikationswettkämpfen | Übersicht der Anzahl zu vergebener Bootsquotenplätze bei den Qualifikationswettkämpfen | Übersicht der Anzahl zu vergebener Bootsquotenplätze bei den Qualifikationswettkämpfen | Übersicht der Anzahl zu vergebener Bootsquotenplätze bei den Qualifikationswettkämpfen | Übersicht der Anzahl zu vergebener Bootsquotenplätze bei den Qualifikationswettkämpfen | Übersicht der Anzahl zu vergebener Bootsquotenplätze bei den Qualifikationswettkämpfen | Übersicht der Anzahl zu vergebener Bootsquotenplätze bei den Qualifikationswettkämpfen | Übersicht der Anzahl zu vergebener Bootsquotenplätze bei den Qualifikationswettkämpfen | Übersicht der Anzahl zu vergebener Bootsquotenplätze bei den Qualifikationswettkämpfen | Übersicht der Anzahl zu vergebener Bootsquotenplätze bei den Qualifikationswettkämpfen | Übersicht der Anzahl zu vergebener Bootsquotenplätze bei den Qualifikationswettkämpfen | Übersicht der Anzahl zu vergebener Bootsquotenplätze bei den Qualifikationswettkämpfen | Übersicht der Anzahl zu vergebener Bootsquotenplätze bei den Qualifikationswettkämpfen |
|                                                                                        | Frauen                                                                                 | Frauen                                                                                 | Frauen                                                                                 | Frauen                                                                                 | Männer                                                                                 | Männer                                                                                 | Männer                                                                                 | Männer                                                                                 | Männer                                                                                 | Männer                                                                                 | Boote Gesamt                                                                           | Athleten Gesamt                                                                        |
| Wettkampf                                                                              | Windsurfen RS:X                                                                        | Laser Radial                                                                           | 470er                                                                                  | Elliott 6m                                                                             | Windsurfen RS:X                                                                        | Laser                                                                                  | 470er                                                                                  | Finn Dinghy                                                                            | 49er                                                                                   | Star                                                                                   | Boote Gesamt                                                                           | Athleten Gesamt                                                                        |
| -------------------------------------------------------------------------------------- | -------------------------------------------------------------------------------------- | -------------------------------------------------------------------------------------- | -------------------------------------------------------------------------------------- | -------------------------------------------------------------------------------------- | -------------------------------------------------------------------------------------- | -------------------------------------------------------------------------------------- | -------------------------------------------------------------------------------------- | -------------------------------------------------------------------------------------- | -------------------------------------------------------------------------------------- | -------------------------------------------------------------------------------------- | -------------------------------------------------------------------------------------- | -------------------------------------------------------------------------------------- |
| Weltmeisterschaften (alle Klassen)                                                     | 20                                                                                     | 29                                                                                     | 14                                                                                     | 8                                                                                      | 28                                                                                     | 35                                                                                     | 19                                                                                     | 18                                                                                     | 14                                                                                     | 11                                                                                     | 196                                                                                    | 270                                                                                    |
| Regatten 2012 (einzelne Klassen)                                                       | 7                                                                                      | 9                                                                                      | 5                                                                                      | 3                                                                                      | 9                                                                                      | 12                                                                                     | 7                                                                                      | 6                                                                                      | 5                                                                                      | 4                                                                                      | 67                                                                                     | 94                                                                                     |
| Gastgeber                                                                              | 1                                                                                      | 1                                                                                      | 1                                                                                      | 1                                                                                      | 1                                                                                      | 1                                                                                      | 1                                                                                      | 1                                                                                      | 1                                                                                      | 1                                                                                      | 10                                                                                     | 16                                                                                     |
| Gesamt                                                                                 | 28                                                                                     | 39                                                                                     | 20                                                                                     | 12                                                                                     | 38                                                                                     | 48                                                                                     | 27                                                                                     | 25                                                                                     | 20                                                                                     | 16                                                                                     | 273                                                                                    | 380                                                                                    |

### Gewonnene Quotenplätze
| Gewonnene Quotenplätze nach NOKs | Gewonnene Quotenplätze nach NOKs | Gewonnene Quotenplätze nach NOKs | Gewonnene Quotenplätze nach NOKs | Gewonnene Quotenplätze nach NOKs | Gewonnene Quotenplätze nach NOKs | Gewonnene Quotenplätze nach NOKs | Gewonnene Quotenplätze nach NOKs | Gewonnene Quotenplätze nach NOKs | Gewonnene Quotenplätze nach NOKs | Gewonnene Quotenplätze nach NOKs | Gewonnene Quotenplätze nach NOKs | Gewonnene Quotenplätze nach NOKs |
|                                  | Frauen                           | Frauen                           | Frauen                           | Frauen                           | Männer                           | Männer                           | Männer                           | Männer                           | Männer                           | Männer                           | Boote Gesamt                     | Athleten Gesamt                  |
| Wettkampf                        | Windsurfen RS:X                  | Laser Radial                     | 470er                            | Elliott 6m                       | Windsurfen RS:X                  | Laser                            | 470er                            | Finn Dinghy                      | 49er                             | Star                             | Boote Gesamt                     | Athleten Gesamt                  |
| -------------------------------- | -------------------------------- | -------------------------------- | -------------------------------- | -------------------------------- | -------------------------------- | -------------------------------- | -------------------------------- | -------------------------------- | -------------------------------- | -------------------------------- | -------------------------------- | -------------------------------- |
| Ägypten                          |                                  |                                  |                                  |                                  | X                                |                                  |                                  |                                  |                                  |                                  | 1                                | 1                                |
| Amerik. Jungferninseln           |                                  | X                                |                                  |                                  |                                  | X                                |                                  |                                  |                                  |                                  | 2                                | 2                                |
| Argentinien                      | X                                | X                                | X                                |                                  | X                                | X                                | X                                |                                  |                                  |                                  | 6                                | 8                                |
| Australien                       | X                                | X                                | X                                | X                                |                                  | X                                | X                                | X                                | X                                |                                  | 8                                | 13                               |
| Belgien                          | X                                | X                                |                                  |                                  |                                  | X                                |                                  |                                  |                                  |                                  | 3                                | 3                                |
| Bermuda                          |                                  |                                  |                                  |                                  |                                  |                                  |                                  |                                  | X                                |                                  | 1                                | 2                                |
| Brasilien                        | X                                | X                                | X                                |                                  | X                                | X                                |                                  | X                                |                                  | X                                | 7                                | 9                                |
| Bulgarien                        | X                                |                                  |                                  |                                  | X                                |                                  |                                  |                                  |                                  |                                  | 2                                | 2                                |
| Chile                            |                                  |                                  |                                  |                                  |                                  | X                                | X                                |                                  |                                  |                                  | 2                                | 3                                |
| China                            | X                                | X                                | X                                |                                  | X                                | X                                | X                                | X                                |                                  |                                  | 7                                | 9                                |
| Cookinseln                       |                                  | X                                |                                  |                                  |                                  |                                  |                                  |                                  |                                  |                                  | 1                                | 1                                |
| Dänemark                         |                                  | X                                | X                                | X                                | X                                | X                                |                                  | X                                | X                                | X                                | 8                                | 13                               |
| Deutschland                      | X                                | X                                | X                                |                                  | X                                | X                                | X                                |                                  | X                                | X                                | 8                                | 12                               |
| Estland                          | X                                | X                                |                                  |                                  | X                                | X                                |                                  | X                                |                                  |                                  | 5                                | 5                                |
| Finnland                         | X                                | X                                |                                  | X                                |                                  | X                                | X                                | X                                | X                                |                                  | 7                                | 11                               |
| Frankreich                       | X                                | X                                | X                                | X                                | X                                | X                                | X                                | X                                | X                                | X                                | 10                               | 16                               |
| Griechenland                     | X                                | X                                |                                  |                                  | X                                | X                                | X                                | X                                | X                                | X                                | 8                                | 11                               |
| Großbritannien                   | X                                | X                                | X                                | X                                | X                                | X                                | X                                | X                                | X                                | X                                | 10                               | 16                               |
| Guatemala                        |                                  | X                                |                                  |                                  |                                  | X                                |                                  |                                  |                                  |                                  | 2                                | 2                                |
| Hongkong                         | X                                |                                  |                                  |                                  | X                                |                                  |                                  |                                  |                                  |                                  | 2                                | 2                                |
| Irland                           |                                  | X                                |                                  |                                  |                                  | X                                | X                                |                                  | X                                | X                                | 5                                | 8                                |
| Israel                           | X                                | X                                | X                                |                                  | X                                |                                  | X                                |                                  |                                  |                                  | 5                                | 7                                |
| Italien                          | X                                | X                                | X                                |                                  | X                                | X                                | X                                | X                                | X                                |                                  | 8                                | 11                               |
| Japan                            | X                                | X                                | X                                |                                  | X                                |                                  | X                                |                                  | X                                |                                  | 6                                | 9                                |
| Kanada                           | X                                | X                                |                                  |                                  | X                                | X                                | X                                | X                                | X                                | X                                | 8                                | 11                               |
| Kirgisistan                      |                                  |                                  |                                  |                                  |                                  | X                                |                                  |                                  |                                  |                                  | 1                                | 1                                |
| Kolumbien                        |                                  |                                  |                                  |                                  | X                                | X                                |                                  |                                  |                                  |                                  | 2                                | 2                                |
| Kroatien                         |                                  | X                                | X                                |                                  | X                                | X                                | X                                | X                                | X                                | X                                | 8                                | 12                               |
| Litauen                          |                                  | X                                |                                  |                                  | X                                | X                                |                                  |                                  |                                  |                                  | 3                                | 3                                |
| Malaysia                         |                                  |                                  |                                  |                                  |                                  | X                                |                                  |                                  |                                  |                                  | 1                                | 1                                |
| Mexiko                           |                                  | X                                |                                  |                                  | X                                | X                                |                                  |                                  |                                  |                                  | 3                                | 3                                |
| Monaco                           |                                  |                                  |                                  |                                  |                                  | X                                |                                  |                                  |                                  |                                  | 1                                | 1                                |
| Montenegro                       |                                  |                                  |                                  |                                  |                                  | X                                |                                  |                                  |                                  |                                  | 1                                | 1                                |
| Neuseeland                       |                                  | X                                | X                                | X                                | X                                | X                                | X                                | X                                | X                                | X                                | 9                                | 15                               |
| Niederlande                      |                                  | X                                | X                                | X                                | X                                | X                                | X                                | X                                |                                  |                                  | 7                                | 11                               |
| Norwegen                         | X                                | X                                |                                  |                                  | X                                | X                                |                                  |                                  |                                  | X                                | 5                                | 6                                |
| Österreich                       |                                  | X                                |                                  |                                  |                                  | X                                | X                                | X                                | X                                |                                  | 5                                | 8                                |
| Peru                             |                                  | X                                |                                  |                                  |                                  |                                  |                                  |                                  |                                  |                                  | 1                                | 1                                |
| Polen                            | X                                | X                                | X                                |                                  | X                                | X                                |                                  | X                                | X                                | X                                | 8                                | 11                               |
| Portugal                         | X                                | X                                |                                  | X                                | X                                | X                                | X                                |                                  | X                                | X                                | 8                                | 13                               |
| Republik China                   |                                  |                                  |                                  |                                  | X                                |                                  |                                  |                                  |                                  |                                  | 1                                | 1                                |
| Russland                         | X                                | X                                |                                  | X                                | X                                | X                                | X                                | X                                |                                  |                                  | 7                                | 10                               |
| St. Lucia                        |                                  | X                                |                                  |                                  |                                  |                                  |                                  |                                  |                                  |                                  | 1                                | 1                                |
| Schweden                         |                                  | X                                | X                                | X                                |                                  | X                                | X                                | X                                | X                                | X                                | 8                                | 14                               |
| Schweiz                          |                                  | X                                |                                  |                                  | X                                |                                  | X                                |                                  |                                  | X                                | 4                                | 6                                |
| Singapur                         |                                  | X                                |                                  |                                  |                                  | X                                |                                  |                                  |                                  |                                  | 2                                | 2                                |
| Slowenien                        |                                  | X                                |                                  |                                  |                                  | X                                |                                  | X                                |                                  |                                  | 3                                | 4                                |
| Spanien                          | X                                | X                                | X                                | X                                | X                                | X                                | X                                | X                                | X                                |                                  | 9                                | 14                               |
| Südafrika                        |                                  |                                  |                                  |                                  |                                  |                                  | X                                |                                  |                                  |                                  | 1                                | 2                                |
| Südkorea                         |                                  |                                  |                                  |                                  | X                                | X                                | X                                |                                  |                                  |                                  | 3                                | 4                                |
| Thailand                         | X                                |                                  |                                  |                                  | X                                | X                                |                                  |                                  |                                  |                                  | 3                                | 3                                |
| Trinidad & Tobago                |                                  |                                  |                                  |                                  |                                  | X                                |                                  |                                  |                                  |                                  | 1                                | 1                                |
| Tschechien                       |                                  | X                                |                                  |                                  | X                                | X                                |                                  | X                                |                                  |                                  | 4                                | 4                                |
| Tunesien                         |                                  |                                  |                                  |                                  |                                  | X                                |                                  |                                  |                                  |                                  | 1                                | 1                                |
| Türkei                           |                                  | X                                |                                  |                                  |                                  | X                                | X                                | X                                |                                  |                                  | 4                                | 5                                |
| Ukraine                          | X                                |                                  |                                  |                                  | X                                | X                                |                                  | X                                |                                  |                                  | 4                                | 4                                |
| Unabhängige Olympiateilnehmer    |                                  | X                                |                                  |                                  |                                  |                                  |                                  |                                  |                                  |                                  | 1                                | 1                                |
| Ungarn                           | X                                |                                  |                                  |                                  | X                                | X                                |                                  |                                  |                                  |                                  | 3                                | 3                                |
| Uruguay                          |                                  | X                                |                                  |                                  |                                  | X                                |                                  |                                  |                                  |                                  | 2                                | 2                                |
| USA                              | X                                | X                                | X                                | X                                | X                                | X                                | X                                | X                                | X                                | X                                | 10                               | 16                               |
| Venezuela                        |                                  |                                  |                                  |                                  | X                                | X                                |                                  |                                  |                                  |                                  | 2                                | 2                                |
| Weißrussland                     |                                  | X                                |                                  |                                  | X                                |                                  |                                  |                                  |                                  |                                  | 2                                | 2                                |
| Zypern                           |                                  |                                  |                                  |                                  | X                                | X                                |                                  |                                  |                                  |                                  | 2                                | 2                                |
| Quotenplätze Gesamt              | 26                               | 41                               | 20                               | 12                               | 38                               | 49                               | 27                               | 24                               | 20                               | 16                               | 273                              | 380                              |

Im Laser Radial der Frauen qualifizierte sich Philipine van Aanholt von den Niederländischen Antillen. Das NOK des Überseegebietes ist nach dessen Auflösung nicht mehr anerkannt, daher ist ein Start als unabhängiger Olympiateilnehmer angedacht. Insgesamt gewannen Athleten aus 56 verschiedenen NOKs Quotenplätze.
Bei den Frauen gaben Neuseeland und die Niederlande im Windsurfen ihre Quotenplätze an den Weltverband zurück, bei den Männern verzichtete Australien im Windsurfen, Israel und die Schweiz im Laser und Deutschland im Finn Dinghy auf die Teilnahme. Die frei werdenden Quotenplätze erhielten die NOKs aus Ägypten, den Cookinseln, Saint Lucia, Kirgisistan, Monaco und Montenegro.
Insgesamt qualifizierten sich Athleten aus 63 verschiedenen NOKs für die olympischen Regatten.